# 小行星1593
小行星1593（1593 Fagnes）是一颗绕太阳运转的小行星，为火星轨道穿越小行星。该小行星于1951年6月1日发现。
該小行星以比利時的自然保護區高沼地命名。

## 轨道参数
小行星1593的轨道半长轴为2.2246950 UA，离心率为0.281。